# Pedro Santana Lopes
Pedro Santana Lopes, portugalski odvetnik in politik, * 29. junij 1956, Lizbona.
Lopes je bil predsednik vlade Portugalske med letoma 2004 in 2005.